# بولسنيتز
بولسنيتز (بالألمانية: Pulsnitz) هي بلدة ألمانية تقع في ألمانيا في ساكسونيا. يقدر عدد سكانها بـ 7,933 نسمة .

## المدن التوأمة
مدن آسببرغ و زووتوريا ‏ هي مدن توأمة لـبولسنيتز.

## معرض صور

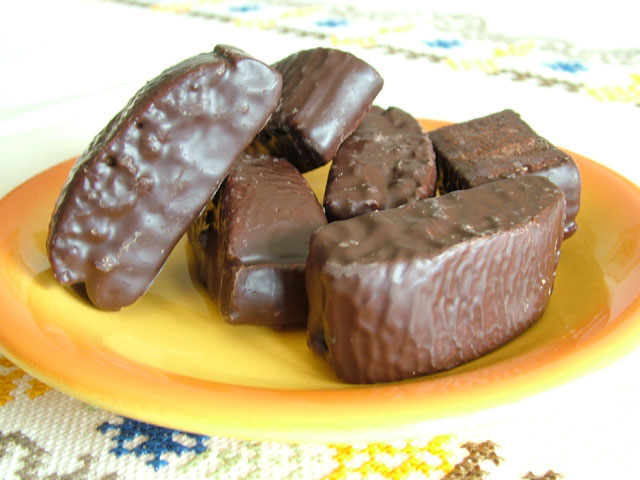
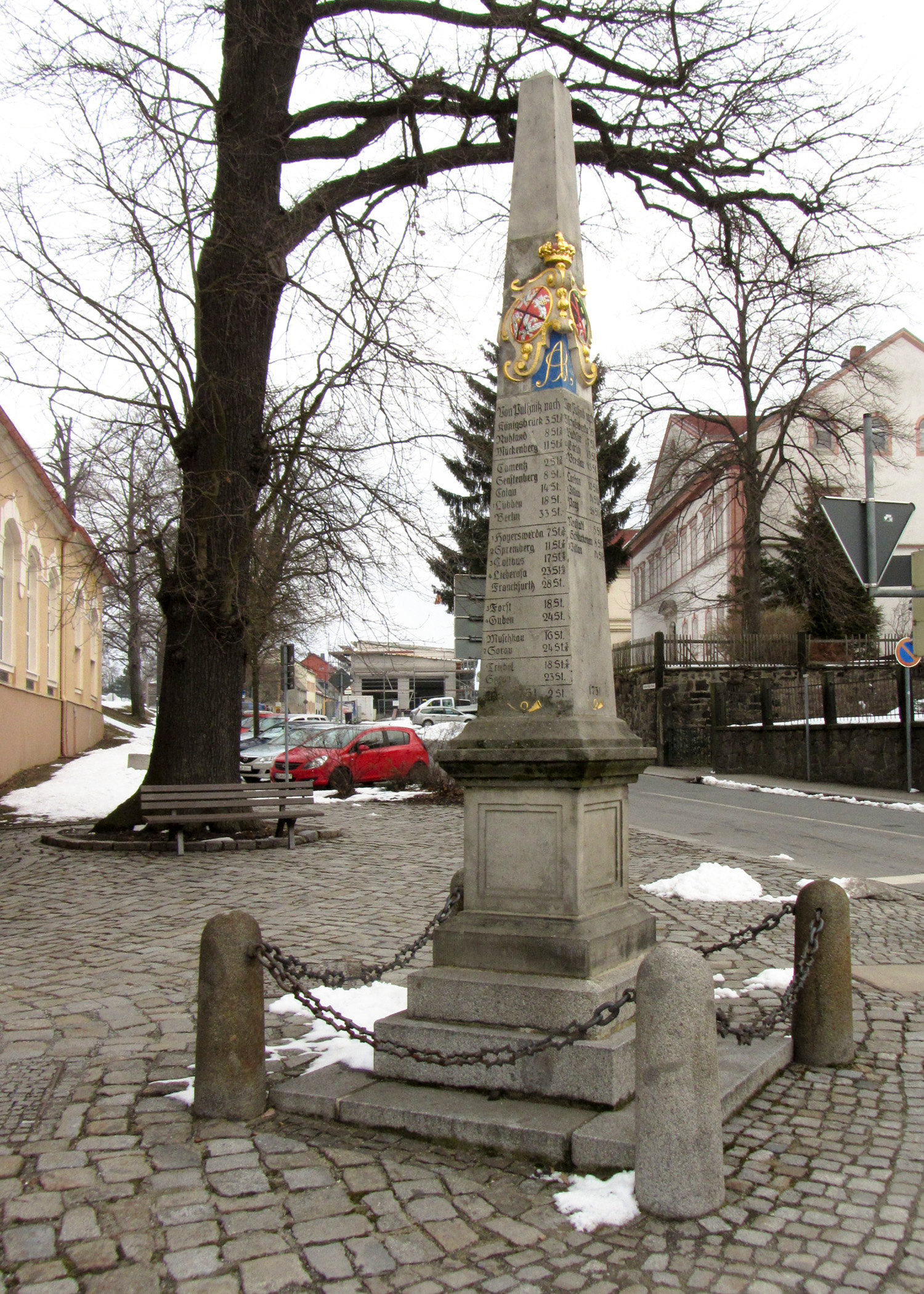
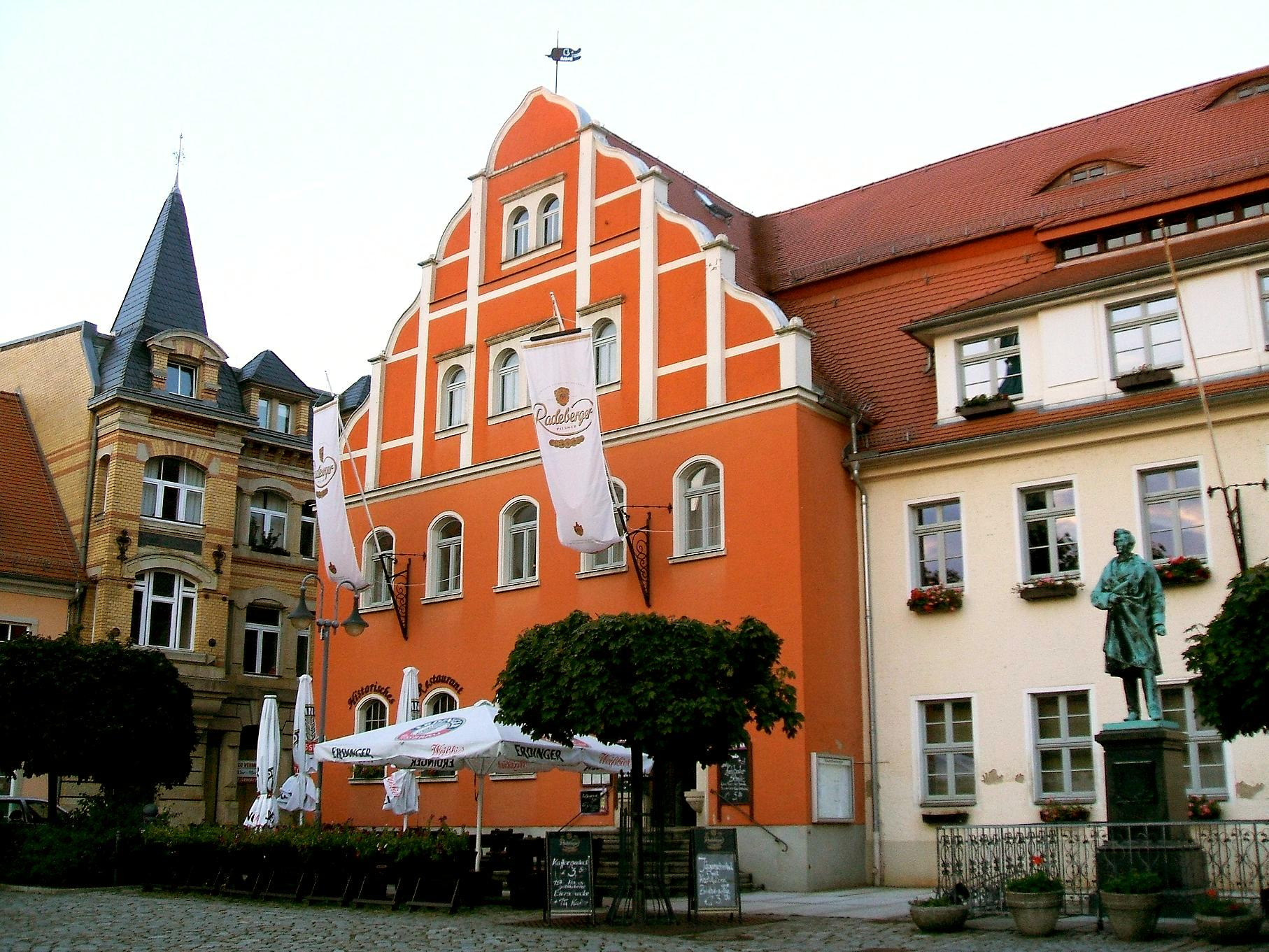
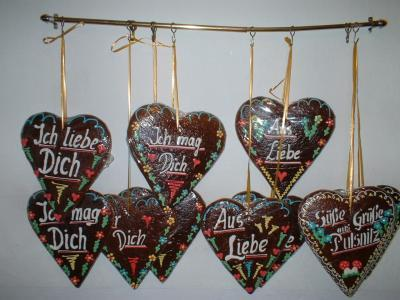
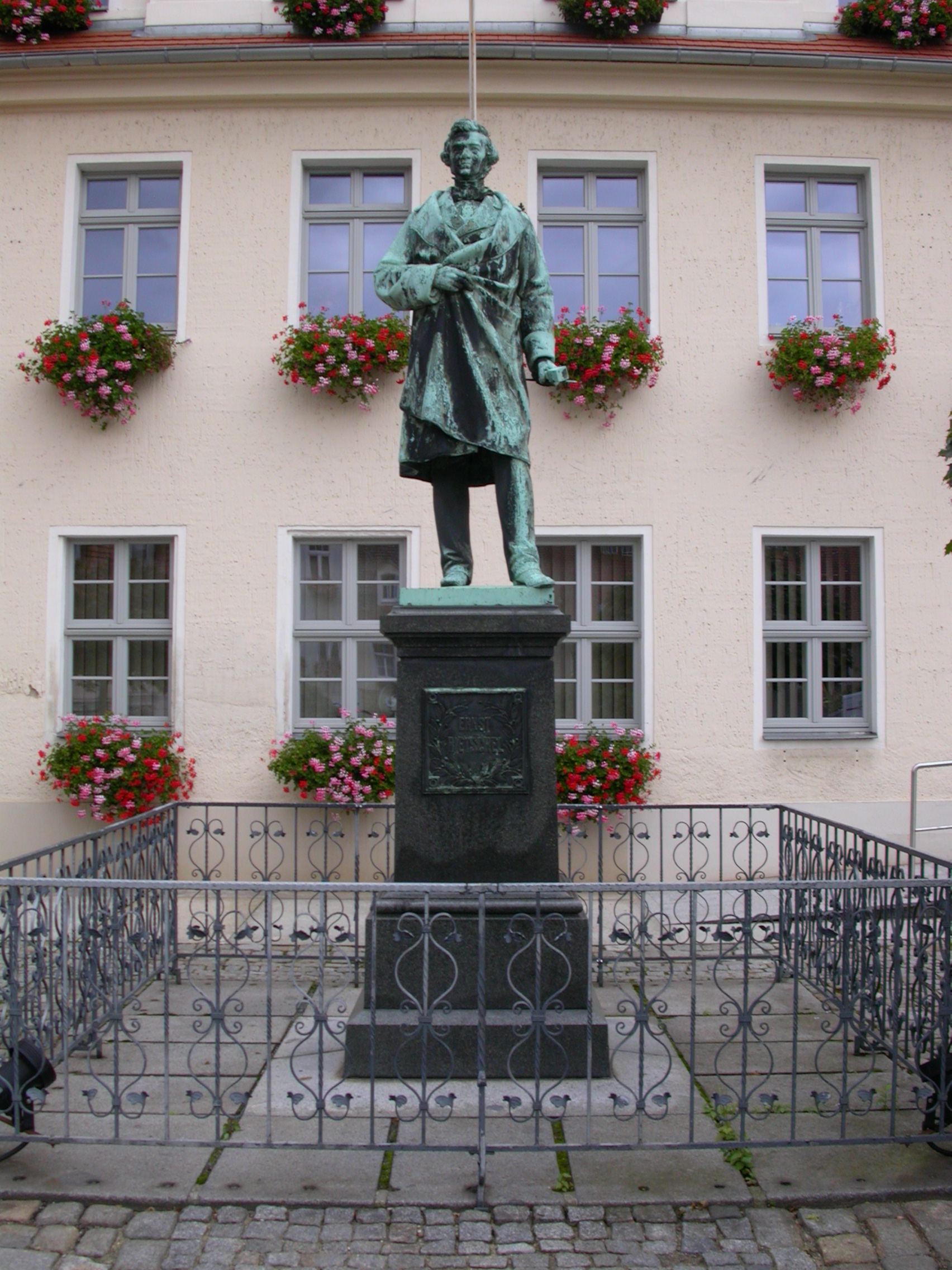

## أعلام
- يوليوس كوهن